# Candinho Trombone
Candinho Trombone (Cândido Pereira da Silva) foi um “chorão carioca”, trombonista, compositor de polcas, choros, valsas e schottische, e músico de banda, um dos mestres da geração anterior ao grande Pixinguinha.